# Ученик
Учени́ко файле, учени́ца — учащийся начального или среднего учебного заведения.
В другом значении ученик – это человек, который изучает какой-нибудь предмет, какую-нибудь отрасль науки или техники, какое-нибудь дело под руководством специалиста, мастера.
Также учеником называют того, кто следует какому-нибудь учению, придерживается чьих-либо взглядов и идей (общественных, научных, религиозных и т. п.), продолжает его деятельность.

## В России
В России есть три ступени школьного обучения: начальная (1—4 классы), основная (5—9 классы), старшая (10—11 классы).
Таким образом, детей, обучающихся в 1—4 классах, называют учениками начальной школы, с 5 по 9 — учениками основной школы, с 10 по 11 классы — учениками старшей школы или старшеклассниками.
Также существует общее для учеников любых классов название — школьники.
В России с 2001 года определено, что школьное среднее общее образование – это 11 классов, а основное общее образование – это 9 классов.

## Этимология
Слово «ученик» образовано от слова «учить». Слово «учить» в свою очередь – от общеславянского слова «укъ» (в древности на конце слов, оканчивающихся на твёрдый согласный писалась буква «еръ» –- Ъ). Слово «укъ» употреблялось в том же значении, в каком в современном языке употребляется слово «учение».
Слово ученик» является однокоренным со словами «учить, учение, учёный, наука, научный» и т. д., а исторически оно является однокоренным со словами «навык, привыкать, привычка», а возможно, что и с такими словами, как «ум» и «ухо».

## В живописи
- «Деревенская школа», Альберт Анкер (1831 — 1910).
- «Устный счёт. В народной школе С. А. Рачинского», Н. П. Богданов-Бельский (1868 — 1945).
- «Видение отроку Варфоломею», М. В. Нестеров (1862  — 1945)